# Casa de Leiningen
Leiningen es el nombre una antigua familia alemana, cuyas tierras se encontraban principalmente en Alsacia, Lorena y el Palatinado. El primer conde de Leiningen, de quien nada cierto se sabe, es un cierto Emico II (m. antes de 1138), cuya familia se extinguió en la línea masculina cuando el Conde Federico, un Minnesänger, murió hacia 1220. La hermana de Federico, Liutgarda, se casó con Simón II, conde de Saarbrücken, y Federico, uno de sus hijos, heredó las tierras de los condes de Leiningen, tomó sus armas y su nombre. Habiendo aumentado sus posesiones, la familia Leiningen fue dividida hacia 1317 en dos ramas: la mayor de ellas, cuyo jefe era un landgrave, se extinguió en 1467. Ante este hecho, sus tierras recayeron en manos de una mujer, la última hermana del landgrave, Margarita, esposa de Reinhard, y sus descendientes fueron conocidos como la familia de Leiningen-Westerburg. Más tarde esta familia se dividió en dos ramas, la de Alt-Leiningen-Westerburg y Neu-Leiningen-Westerburg; ambas tienen representación en la actualidad.
Mientras que la rama menor de los Leiningen, conocida como la familia de Leiningen-Dagsburg, era floreciente y en 1560 fue dividida en dos líneas de Leiningen-Dagsburg-Hartenburg, fundada por el conde Juan Felipe (m. 1562), y Leiningen-Dagsburg-Heidesheim o Falkenburg, fundada por el Conde Emico (m. 1593). En 1779, el jefe de la anterior línea fue elevado al rango de príncipe del Imperio. En 1801 esta familia fue privada por Francia de sus tierras en la margen izquierda del Rin, pero en 1803 recibió amplia compensación por estas pérdidas. Unos pocos años después sus posesiones fueron mediatizadas y ahora se hallan principalmente en Baden, pero parcialmente en Baviera y Hesse. 
Un jefe anterior de esta familia, el Príncipe Emico Carlos, se casó con María Luisa Victoria, princesa de Sajonia-Coburgo. Tras su muerte en 1814, la princesa se casó con el Príncipe Eduardo Augusto, Duque de Kent y Strathearn, un hijo menor de Jorge III del Reino Unido, por quien se convirtió en madre de la Reina Victoria. En 1910 el jefe de la familia era el Príncipe Emico (n. 1866).
La familia de Leiningen-Dagsburg-Heidesheim fue dividida en tres ramas, las dos mayores de las cuales quedaron extintas. En la actualidad está representada por los condes de Leiningen-Guntersblum y Leiningen-Heidesheim, también llamados Leiningen-Billigheim y Leiningen-Neidenau.

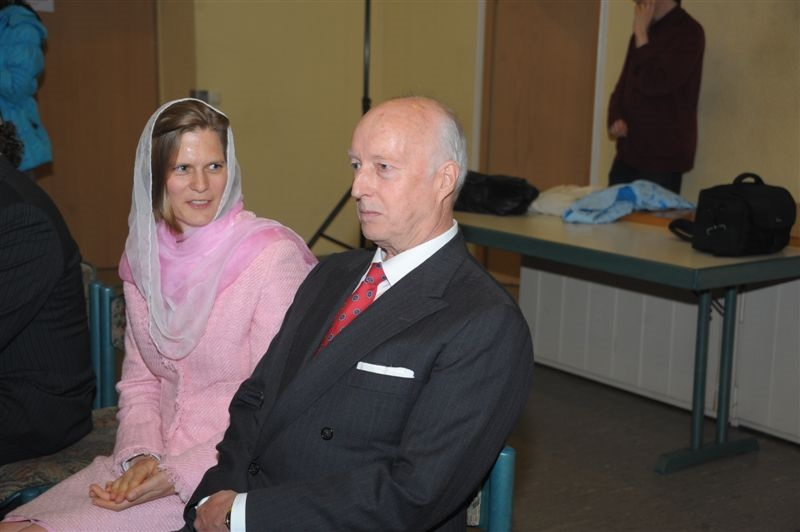
El Príncipe Karl Emich de Leiningen con su esposa